# Parco nazionale della foresta pluviale di Gola
Il parco nazionale della foresta pluviale di Gola (in inglese Gola Rainforest National Park) si trova nel sud-est della Sierra Leone, vicino al confine con la Liberia, nei distretti di Kailahun e di Kenema della Provincia dell'Est.
Dal dicembre 2011, l'area protetta, già esistente, gode dello status di parco nazionale. È considerata una delle riserve forestali più importanti dell'Africa occidentale e una delle ultime foreste vergini primarie in Africa. Fa parte della più ampia regione delle foreste della Guinea, uno dei punti caldi di biodiversità del pianeta.
Il parco nazionale figura tra i siti candidati alla lista dei patrimoni dell'umanità dell'UNESCO.
Dopo l'istituzione del parco nazionale della foresta di Gola nella vicina Liberia nel 2016, è prevista l'istituzione di un parco transfrontaliero, attualmente (novembre 2019) in progettazione ai fini del programma dell'Unione Europea Across the River - a Transboundary Peace Park for Sierra Leone and Liberia Project.

## Geografia
Il parco nazionale è costituito dalle tre aree note come «Gola Centro» (nota in passato come «Gola Nord»; circa 460 km²), «Gola Sud» (precedentemente «Gola Ovest» e «Gola Est»; 230 km²) e «Gola Nord» (in passato «Estensione 2»; 60 km²). Si trova nel sud-est del paese, a circa 330 chilometri dalla capitale Freetown.
Gola Centro è dominato da un paesaggio collinare ad un'altitudine superiore ai 300 metri. Il suo punto più elevato raggiunge i 475 metri circa. La sua area è attraversata dai fiumi Mogbai, Woiguwa, Waye, Koadi e Magoli. Tutti, tranne il Waye, confluiscono nel Mano, il fiume che segna il confine con la Liberia.
Gola Nord è separato da Gola Centro dal fiume Komboya ed è attraversato dal Magbole. Questo settore del parco è adiacente alla vicina Liberia.
Gola Sud si trova a sud-ovest di Gola Centro ed è separato dagli altri due settori del parco da una striscia larga circa 12 chilometri (nella quale sorge il villaggio di Nomo). È dominato da un ambiente di tipo paludoso. Questa parte del parco è delimitata direttamente dal fiume Mano, che forma il confine con la Liberia. Il Bagra, con i suoi 330 metri, costituisce il punto più alto di questo settore, che è attraversato dal fiume Mahoi e dalla strada statale A015.
Nel parco è attivo un programma di ricerca internazionale sul cercopiteco diana, sostenuto dalla Royal Society for the Protection of Birds britannica e da BirdLife International.

## Flora e fauna

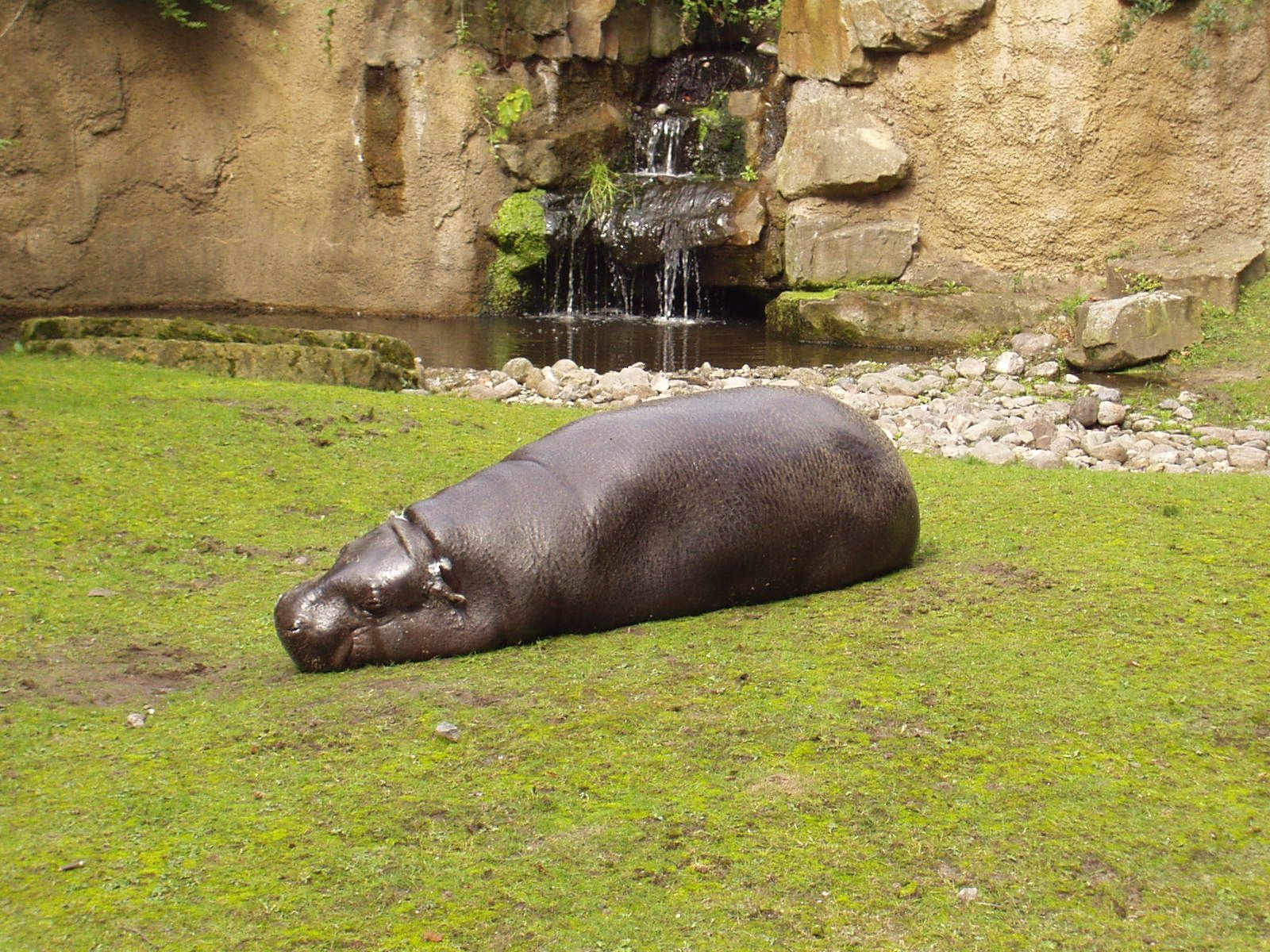
Ippopotamo pigmeo in un giardino zoologico.

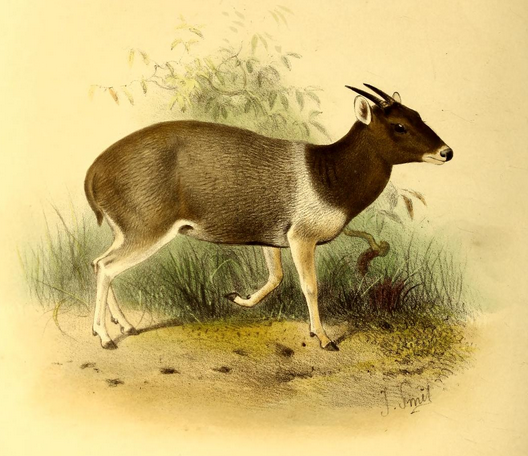
Il cefalofo di Jentink.

La foresta di Gola è considerata uno degli ultimi rifugi di specie animali e vegetali ormai rare, nonché la più grande foresta vergine contigua di tutta la Sierra Leone.

### Piante
Nel parco nazionale sono state censite finora 899 specie vegetali, tra cui 232 specie di alberi. La specie arborea dominante è Heritiera utilis, ma sono particolarmente comuni anche due specie della famiglia delle leguminose (Fabaceae), Cynometra leonensis e Brachystegia leonensis.

### Mammiferi
La foresta di Gola è una delle principali aree protette del paese e ospita 49 specie di mammiferi. Vivono qui undici specie di primati, tra cui lo scimpanzé (Pan troglodytes), il cercopiteco diana (Cercopithecus diana) e il cercocebo moro (Cercocebus atys). La popolazione di scimpanzé comprendeva nel 2010, anno nel quale venne effettuato un censimento, 270 esemplari.
Tra gli altri abitanti del parco ricordiamo l'elefante africano (Loxodonta africana), l'ippopotamo pigmeo (Choeropsis liberiensis), il cefalofo di Jentink (Cephalophus jentinki), il cefalofo zebra (Cephalophus zebra), il cefalofo di Ogilby (Cephalophus ogilbyi), il cefalofo nero (Cephalophus niger) e il cefalofo di Maxwell (Philantomba maxwellii).
Inoltre, tra i piccoli mammiferi, sono presenti 26 specie di roditori e insettivori, tra i quali Crocidura jouvenetae, Crocidura obscurior, Malacomys cansdalei, Crocidura grandiceps e Crocidura buettikoferi. Tra i pipistrelli, sono state censite 34 specie, tra cui Rhinolophus hillorum e Hipposideros marisae.

### Uccelli
La Royal Society for the Protection of Birds ha rilevato la presenza di 274 specie di uccelli, 14 delle quali minacciate di estinzione. Comunque, secondo uno studio condotto nel 2009, le specie presenti sarebbero 327, di cui almeno 18 rare o in pericolo di estinzione. Tra quelle maggiormente degne di nota, ricordiamo il raro, ma facilmente osservabile nel parco, picatarte collobianco (Picathartes gymnocephalus), la faraona pettobianco (Agelastes meleagrides) e il malimbe di Ballmann (Malimbus ballmanni).

### Erpetofauna
Delle 43 specie di anfibi e 13 di rettili presenti nel parco, la maggior parte sono tipici abitanti delle foreste. Un terzo delle specie di anfibi è considerato minacciato dalla IUCN, compreso il rospo Sclerophrys taiensis, in via di estinzione. Tra i rettili, solamente il coccodrillo nano (Osteolaemus tetraspis) è considerato in via di estinzione.

### Pesci
Nei fiumi Mahoi e Koye sono state censite 31 specie di pesci.

### Insetti
Nel parco sono state segnalate più di 600 specie di farfalle e 140 di libellule.

## Turismo
Il parco è raggiungibile con un'auto normale dal capoluogo di provincia Kenema (distante circa 40 km). Da lì, una strada sterrata conduce da Joru a Lalehun (ma nella stagione delle piogge è necessario un fuoristrada). Pujehun dista circa 30 km.
Grazie al sostegno finanziario, tra gli altri, dell'Unione europea, negli ultimi anni sono state costruiti tre lodge in prossimità dei tre ingressi del parco e numerose strutture di campeggio al suo interno. I lodge, che presentano un'attrezzatura molto semplice, sono:
- il Belebu Community Lodge - presso l'ingresso di Belebu;
- il Diana Monkey Lodge - presso l'ingresso di Seleti;
- il Presidential Lodge - presso l'ingresso di Lalehun.